# Peridier (cràter)
Peridier és un cràter d'impacte del planeta Mart situat al sud-oest del cràter Nier, al nord-oest de Du Martheray i a l'est de Baldet, i localitazat amb el sistema de coordenades planetocèntriques a 26.31 ° latitud N i 84.8 ° longitud E. L'impacte va causar un clot de 94.21 quilòmetres de diàmetre. El nom va ser aprovat l'any 1973 per la Unió Astronòmica Internacional, en honor de l'enginyer elèctric i astrònom francès Julien Peridier (1882-1967).